# (20449) 1999 JM108
A (20449) 1999 JM108 a Naprendszer kisbolygóövében található aszteroida. A LINEAR projekt keretében fedezték fel 1999. május 13-án.